# Ubertino Pusculus
Ubertino Pusculus ou Ubertino Pusculo est un historien et un humaniste italien du XVe siècle originaire de Brescia.

## Biographie
Ubertino Pusculus est connu pour avoir été présent à Constantinople au moment de la chute de celle-ci en 1453 qui marque la fin de l'Empire byzantin. Il y était venu pour parfaire sa connaissance du grec. Il semble avoir participé aux combats et avoir été capturé par les Ottomans au moment de la prise de la ville. 
Il est ensuite relâché et part pour Rhodes avant de revenir en Italie où il se met au service du cardinal Angelo Capranica. Il rédige alors un récit épique de la chute de Constantinople inspiré des textes de Virgile encore utilisé aujourd'hui bien que Steven Runciman qualifie son style en vers de « fort lourd ». En effet, la précision des notes de Pusculus est d'une importance cruciale dans l'étude de la prosopographie des défenseurs dont les opérations et les positions sont scrupuleusement répertoriées. La description des combats en elle-même est moins précise. Il est aussi l'un des premiers à faire un parallèle entre la chute de Constantinople et le sac de Troie. Cette analogie se développe rapidement en Occident où l'on considère que la prise de Constantinople est un juste châtiment envers les Grecs qui avaient pillé Troie plusieurs millénaires auparavant.